# Chalybion magnum
Chalybion magnum är en biart som beskrevs av Hensen 1988. Chalybion magnum ingår i släktet Chalybion och familjen grävsteklar. Inga underarter finns listade i Catalogue of Life.